# 9.11 (album de Bumblefoot)
Albums de Bumblefoot
Hands
(1998) Uncool
(2002)
9.11 est un album de Bumblefoot sorti en 2001.
L'album devait à l'origine s'appeler Guitars SUCK, mais à la suite des attentats du 11 septembre 2001, Bumblefoot a décidé de dédier son album « à l'honneur, au courage, à la vaillance de tous ceux qui ont donné leurs vies pour en sauver d'autres, à la mémoire de tous les disparus, au réconfort de ceux qui ont perdu quelqu'un. » Tous les gains de l'album ont été reversés à la Croix Rouge américaine.
L'album offre des morceaux très contrastés, souvent emprunts d'une tonalité sombre, malgré quelques morceaux plus « légers », tels Don Pardo Pimpwagon ou Legend of Van Cleef.
Comme souvent avec Bumblefoot, les solos sont souvent très virtuoses (voire proches de l'impossible), sans pour autant être démonstratifs,.

## Liste des pistes
Toutes les paroles sont écrites par Bumblefoot, toute la musique est composée par Bumblefoot.
| No  | Titre                                                     | Durée |
| --- | --------------------------------------------------------- | ----- |
| 1.  | Fly in the Batter                                         | 4:30  |
| 2.  | Lost                                                      | 3:34  |
| 3.  | Raygun                                                    | 4:11  |
| 4.  | Hole in the Sky (instrumental)                            | 0:51  |
| 5.  | Children of Sierra Leone (instrumental)                   | 4:17  |
| 6.  | Don Pardo Pimpwagon (Feat. Mattias Eklundh, instrumental) | 4:26  |
| 7.  | Legend of Van Cleef (instrumental)                        | 3:36  |
| 8.  | Guitars Suck (instrumental)                               | 3:15  |
| 9.  | Hall of Souls (instrumental)                              | 1:32  |
| 10. | Top of the World (Feat. Dweezil Zappa)                    | 4:02  |
| 11. | R2 (instrumental)                                         | 2:50  |
| 12. | Time                                                      | 4:48  |

## Description des morceaux
- Raygun est une sorte blues « vintage » avec des sons de laser, similaires à ceux des films de science-fiction des années 50, joués à la guitare fretless[2]
- Children of Sierra Leone était à la base une chanson pour un éventuel album en faveur du Sierra Leone. Le projet n'ayant jamais abouti, elle a été publiée sur cet album[4]
- Don Pardo Pimpwagon est une sorte de course de voiture[2] assez rapide, propice à une « jam » avec Mattias Eklundh (qui utilise un jouet électronique pour ajouter des sons étranges à son solo)
- Hall of Souls est une courte pièce jouée à la guitare classique, parfois proche du flamenco
- Top of the World, sur laquelle apparaît Dweezil Zappa, est une chanson « bluesy doo-wop »
- R2 mélange une ambiance « latine » avec des éléments de jazz

## Musiciens
- Ron Thal : chant, guitare, guitare fretless, guitare synthétiseur, basse
- Mattias Eklundh (piste 6), Dweezil Zappa (piste 10) : guitare solo
- Lafrae Olivia Sci (pistes 5-7, 10) : batterie
- Jenny Bruce (piste 7), Madeline Caspari (piste 12)[1] : violoncelle